# Piazza della Candelaria

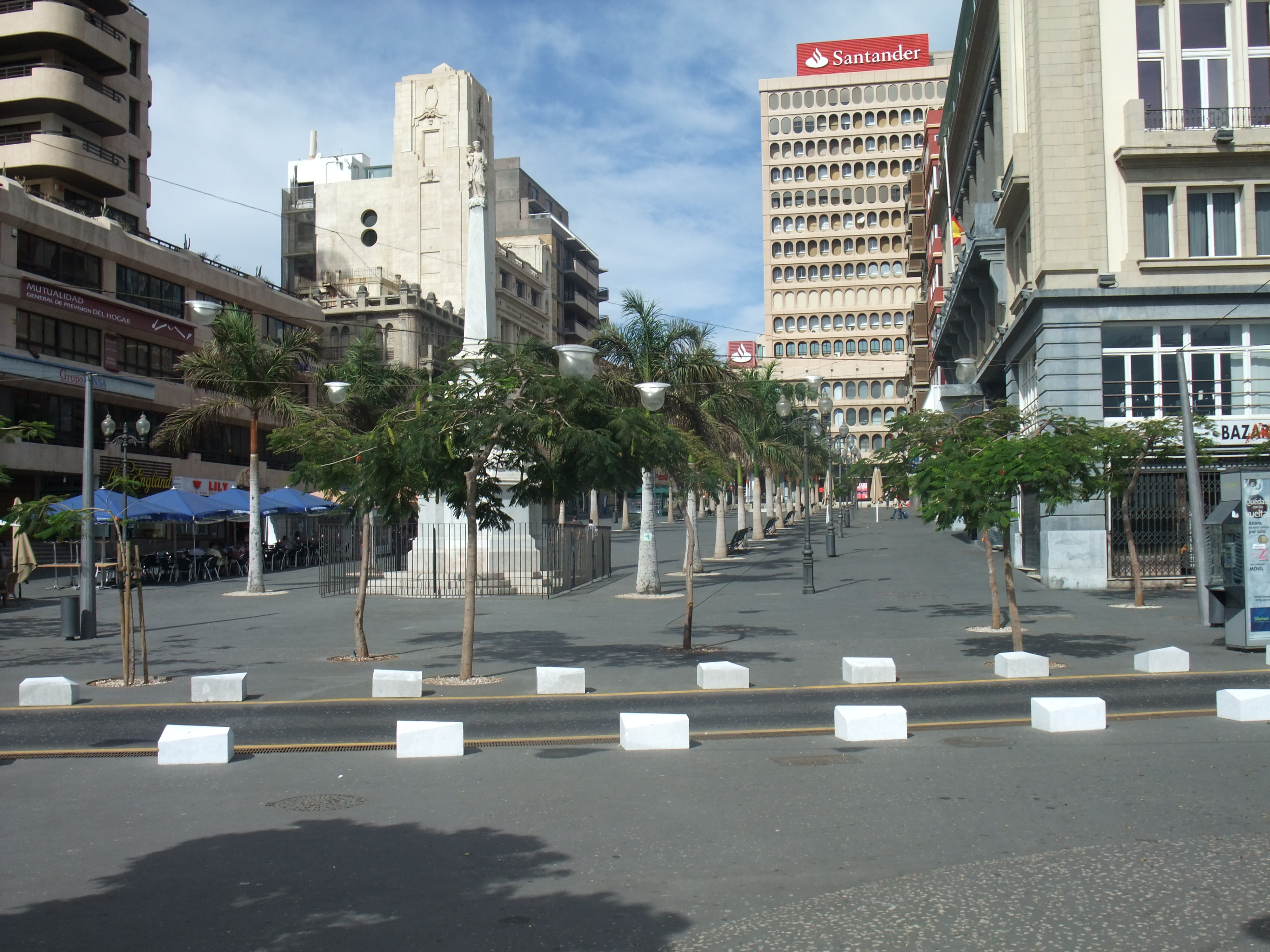
Piazza della Candelaria

Plaza de la Candelaria è una delle piazze più importanti della città di Santa Cruz de Tenerife nelle Isole Canarie (Spagna). È accanto a Plaza de España, la piazza maggiore della città.
Nella Plaza de la Candelaria si trovano diversi punti di riferimento della capitale delle Canarie, mettendo in evidenza il Palazzo di Carta e Casino de Tenerife. La piazza ha avuto molti nomi nel corso della sua storia: Plaza del Castillo, Plaza de la Pila, Plaza Real, Plaza de la Constitución e infine nel 1956, Plaza de la Candelaria.
Il nome attuale è preso in onore della Vergine della Candelaria, patrona delle Isole Canarie, perché l'elemento caratteristico della piazza è il monumento del Triunfo de la Candelaria, che è dedicato a questa immagine mariana.